# Josef Bergmaier
Josef Franz Bergmaier (* 5. März 1909 in Pasing; † 5. März 1943 bei Ljada bei Loknja, Russische SFSR, Sowjetunion) war ein deutscher Fußballspieler, der mit dem FC Bayern München 1932 die deutsche Meisterschaft gewonnen und zwischen 1930 und 1933 acht Länderspiele für die A-Nationalmannschaft absolviert hatte.

## Karriere

### Vereine
In München geboren und aufgewachsen begann Bergmaier das Fußballspielen in der Fußballabteilung der TSG 1888 Pasing im gleichnamigen Ort (seit 1938 Stadtteil von München). 18-jährig wechselte er zum FC Wacker München, für den er vier Spielzeiten in der südbayerischen Bezirksliga, der höchsten regionalen Spielklasse, absolvierte. Zur Saison 1929/30 wechselte er zum Ligakonkurrenten FC Bayern München, bei dem er bis 1938 seine erfolgreichste Zeit erlebte. Der schnelle und dribbelstarke Rechtsaußen gewann mit den „Rothosen“ sowohl am Ende seiner Premierensaison, als auch 1932 die südbayerische Meisterschaft. Als Zweiter der süddeutschen Meisterschaft qualifizierte er sich mit der Mannschaft als Teilnehmer an der Endrunde um die deutsche Meisterschaft. Mit Mitspieler und Freund Franz Krumm bildete er beim FC Bayern München einen gefürchteten rechten Flügel. Als mit Mittelstürmer Oskar Rohr im Jahr 1931 aus Mannheim auch noch ein ausgewiesener Torjäger zum Team von Trainer Richard Kohn gekommen war, war der Verein um Präsident Kurt Landauer zu einem deutschen Spitzenclub gereift.
Nachdem der FC Bayern München in der Endrunde um die Meisterschaft 1931/32 über Minerva 93 Berlin im Achtelfinale, den PSV Chemnitz im Viertelfinale (von da an mit Bergmaier) und über den 1. FC Nürnberg im Halbfinale das Finale erreichten, war das Ziel, den ersten deutschen Meistertitel zu gewinnen, sehr nah. Am 12. Juni 1932 war Bergmaier der überragende Spieler im mit 55.000 Zuschauern gefüllten Städtischen Stadion in Nürnberg, der beide Tore beim 2:0-Sieg gegen den Süddeutschen Meister Eintracht Frankfurt vorbereitete.
Der „Kicker“ über das Geheimnis des Bayern-Sieges: „Kein System mit immer den gleichen Mitteln, immer den gleichen Stellungen. Wenn Rohr und Schmid II oder Bergmaier den Ball hatten, dann wusste kein Gegner, was kam, und keiner der Kameraden wusste, was folgt: aber alle stellten sich so, dass sie in erfolgversprechender Position den Ball aufnehmen konnten. Und wenn einer seinen Pass gemacht hatte, dann blieb er nicht stehen, sondern suchte sich sofort einen neuen Platz aus. Mit dieser Spielweise erzwangen die Bayern in den ersten 30 Minuten der zweiten Hälfte eine drückende Überlegenheit.“ Über „Little Dombi“, wie Trainer Richard Kohn genannt wurde, soll Bergmaier nach der Saison 1931/32 berichtet haben: „Der Trainer sei ein Meister in der Behandlung von Verletzungen, die uns die Ligakämpfe leider in so überreichem Maße bescheren. Mental angeschlagene Spieler werden vom Trainer in Privatstunden wieder aufgerichtet.“
Bis zum Saisonende 1937/38 war Bergmaier beim FC Bayern München noch in der Gauliga Bayern aktiv; im September 1938 wechselte er gemeinsam mit Franz Krumm zum Lokalrivalen TSV 1860 München, für den Bergmaier aber lediglich noch bei den „Alten Herren“ spielte. Auf Seite 156 hält Löffelmeier aber fest, dass Routinier Bergmeier in der ersten Kriegsrunde 1939/40 sich noch wegen des Spielermangels durch Einberufungsbescheide zum Wehr- wie auch Arbeitsdienst der Ligamannschaft zur Verfügung stellte.

#### Vereinsstationen
- 1917 bis 1923, TV 1888 München
- 1923 bis 1925, SV Pasing
- 1925 bis 1929, FC Wacker München
- 1929 bis 1938, FC Bayern München
- 1938 bis 1941, TSV 1860 München[5]

### Auswahl-/Nationalmannschaft
Bergmaier bestritt acht Länderspiele für die DFB-Auswahl und erzielte ein Tor. Sein Debüt gab er am 4. Mai 1930 in Zürich beim 5:0-Erfolg gegen die Auswahl der Schweiz. Er gehörte ebenso der Mannschaft an, die am 10. Mai 1930 in Berlin das legendäre Spiel gegen die Auswahl Englands – durch drei Tore von Richard Hofmann – mit einem 3:3-Unentschieden beendeten, als auch der Mannschaft, die am 24. Mai 1931 an gleicher Stätte mit 0:6 der Auswahl Österreichs unterlag. Sein einziges Länderspieltor erzielte er am 21. Juni 1931 in Oslo beim 2:2-Unentschieden gegen die Auswahl Norwegens mit dem Treffer zum 1:0 in der ersten Minute. Bergmaier ist der erste Nationalspieler, dem dies zu einem so frühen Zeitpunkt gelang. Sein letztes Länderspiel betritt er am Neujahrstag 1933 in Bologna, bei der 1:3-Niederlage gegen die Auswahl Italiens. Er bildete dabei mit Krumm den rechten Flügel und Mittelstürmer Rohr erzielte den deutschen Ehrentreffer.
Den Gauauswahlwettbewerb um den Adolf-Hitler-Pokal 1933 gewann er mit der Gauauswahl Bayern am 6. August 1933 in München, mit 6:1 im Wiederholungsspiel gegen die Gauauswahl Berlin-Brandenburg (mit Spielern wie Hans Appel, Heinz Emmerich, Hans Brunke, Johannes Sobeck, Willi Kirsei). Neben ihm stürmten noch Krumm, Rohr, Lachner und Frank.

## Sonstiges
Bergmaier, der in Pasing ein Kino betrieb, beantragte am 20. Dezember 1937 die Aufnahme in die NSDAP und wurde rückwirkend zum 1. Mai desselben Jahres aufgenommen (Mitgliedsnummer 5.355.622).
Er fiel als Soldat der Wehrmacht im Zweiten Weltkrieg an seinem 38. Geburtstag an der Ostfront – wie sein gleichaltriger Vereinsmitspieler und Freund Franz Krumm.